# Ol'ha Saladucha
Ol'ha Valerïïvna Saladucha (in ucraino Ольга Валеріївна Саладуха?; Donec'k, 4 giugno 1983) è una triplista ucraina, campionessa mondiale a Taegu 2011 ed europea a Barcellona 2010, Helsinki 2012 e Zurigo 2014.

## Palmarès
| Anno | Manifestazione    | Sede           | Evento       | Risultato | Prestazione | Note                                     |
| ---- | ----------------- | -------------- | ------------ | --------- | ----------- | ---------------------------------------- |
| 1999 | Mondiali allievi  | Bydgoszcz      | Salto triplo | 9ª        | 12,76 m     |                                          |
| 2002 | Mondiali juniores | Kingston       | Salto triplo | 5ª        | 13,17 m     |                                          |
| 2005 | Universiadi       | Smirne         | Salto triplo | Argento   | 13,96 m     |                                          |
| 2006 | Europei           | Göteborg       | Salto triplo | 4ª        | 14,38 m     |                                          |
| 2007 | Universiadi       | Bangkok        | Salto triplo | Oro       | 14,79 m     | Miglior prestazione personale            |
| 2007 | Mondiali          | Osaka          | Salto triplo | 5ª        | 14,60 m     |                                          |
| 2008 | Mondiali indoor   | Valencia       | Salto triplo | 5ª        | 14,32 m     |                                          |
| 2008 | Giochi olimpici   | Pechino        | Salto triplo | 9ª        | 14,70 m     |                                          |
| 2010 | Europei           | Barcellona     | Salto triplo | Oro       | 14,81 m     |                                          |
| 2011 | Mondiali          | Taegu          | Salto triplo | Oro       | 14,94 m     |                                          |
| 2012 | Europei           | Helsinki       | Salto triplo | Oro       | 14,99 m     | Miglior prestazione mondiale stagionale  |
| 2012 | Giochi olimpici   | Londra         | Salto triplo | Bronzo    | 14,79 m     |                                          |
| 2013 | Europei indoor    | Göteborg       | Salto triplo | Oro       | 14,88 m     | Record nazionale                         |
| 2013 | Mondiali          | Mosca          | Salto triplo | Bronzo    | 14,65 m     |                                          |
| 2014 | Mondiali indoor   | Sopot          | Salto triplo | Argento   | 14,45 m     |                                          |
| 2014 | Europei           | Zurigo         | Salto triplo | Oro       | 14,73 m     | Miglior prestazione personale stagionale |
| 2015 | Mondiali          | Pechino        | Salto triplo | 6ª        | 14,41 m     |                                          |
| 2016 | Europei           | Amsterdam      | Salto triplo | 6ª        | 14,23 m     |                                          |
| 2016 | Giochi olimpici   | Rio de Janeiro | Salto triplo | 18ª (q)   | 13,97 m     |                                          |
| 2018 | Europei           | Berlino        | Salto triplo | 13ª (q)   | 14,04 m     |                                          |
| 2019 | Europei indoor    | Glasgow        | Salto triplo | Bronzo    | 14,47 m     | Miglior prestazione personale stagionale |
| 2019 | Mondiali          | Doha           | Salto triplo | 5ª        | 14,52 m     | Miglior prestazione personale stagionale |
| 2021 | Giochi olimpici   | Tokyo          | Salto triplo | 20ª (q)   | 13,91 m     |                                          |

## Altre competizioni internazionali
2006
- 6ª alla World Athletics Final ( Stoccarda), salto triplo - 14,04 m
- 6ª in Coppa del mondo ( Atene), salto triplo - 14,16 m

2008
- 6ª alla World Athletics Final ( Stoccarda), salto triplo - 14,40 m

2010
- Oro agli Europei a squadre ( Bergen), salto triplo - 14,39 m
- Argento in Coppa continentale ( Spalato), salto triplo - 14,70 m

2011
- Oro agli Europei a squadre ( Stoccolma), salto triplo - 14,85 m
- Vincitrice della Diamond League nella specialità del salto triplo (24 punti)